# Хучбаров, Камиль Гасанович
Камиль Гасанович Хучбаров (укр. Каміль Гасанович Хучбаров; род. 28 августа 1999, Днепропетровск) — украинский футболист, полузащитник.

## Игровая карьера
Воспитанник юношеской академии: «Днепр» (Днепропетровск). С 2016 года начал тренироваться с первой командой, однако играл исключительно за юношескую и молодежную команду клуба. В начале июня 2017 года, вместе с другими партнерами по ФК «Днепр», перешел до новосозданного СК «Днепр-1». Вместе с командой вышел в полуфинал Кубка Украины, где уступил киевскому «Динамо» и стал серебряным призером второй украинской лиги.
В конце июня 2018 года отправился в аренду в клуб «Ингулец», где в первой части сезона провел 7 матчей в чемпионате и 3 поединка (2 гола) в национальном кубке (по итогам сезона команда стала финалистом этого турнира). В начале января 2019 года вернулся в «Днепр-1», где пытался завоевать место в основе команды. Однако сделать этого ему не удалось, он лишь несколько раз попадал в заявку на матчи Первой лиги. Всего же в составе «Днепра-1» во Второй лиге сыграл 22 матча (2 гола), еще 4 поединка провел в кубке Украины.
В конце июля 2019 перешел в клуб «Колос» (Ковалёвка), где в течение первой части сезона выступал за молодежную команду (11 матчей). В марте 2020 года пополнил состав лидера второй лиги Украины: «ВПК-Агро», однако через всемирную пандемию за новый клуб не провел ни одного официального матча. В марте следующего года подписал контракт с черновицким футбольным клубом «Буковина», за который до конца сезона и-за травмы провел всего 7 матчей и отметился 1 голом.

### В сборной
Вызывался в состав юношеской сборной Украины, в футболке которой в 2017 году провёл 3 поединка.

## Достижения
- Полуфиналист Кубка Украины: 2017/18
- Серебряный призёр Второй лиги Украины: 2017/18